# Segreti tra vicini
Segreti tra vicini (Neighborhood Watch) è un film del 2018 diretto da Jake Helgren.

## Distribuzione
Il film è stato distribuito a partire dal 2018.